# スコット・フォスター
スコット・フォスター (Scott Foster 、1967年4月8日- ) は、NBAの審判員。
NBAプレーオフシリーズを延長するために意図的に悪い判定を下す癖があることから「エクステンダー」というあだ名が付けられている。
2016年から 2023年までの匿名の選手アンケートではNBAで最悪のレフェリーにノミネートされた。背番号は 48。

## 経歴
メリーランド州シルバースプリングで生まれ。
マグルーダー高校に通い 、卒業後はメリーランド大学に入学した。